# Personaggi di Dragon Quest
Questa voce ospita una lista, con relativa descrizione, dei personaggi principali apparsi nei titoli della serie di videogiochi JRPG Dragon Quest. I nomi si riferiscono alle versioni americane dei giochi. 

## Dragon Quest
Di seguito, saranno descritti i personaggi principali del videogioco Dragon Quest:
- Eroe è il nome base con cui è conosciuto il protagonista del gioco. Proviene dalle terre di Alefgard[1], ed è un discendente del leggendario guerriero Erdrick[2][3].
- Re Lorik è un personaggio che supporta il giocatore nel corso della sua avventura. Sovrano del regno di Tantegel, ha una figlia di nome Gwaelin[4].
- Il Signore dei Draghi (Dragonlord) è il nemico principale del gioco, e ultima avversità da affrontare per terminare l'avventura. Comanda i mostri che infestano la terra dal castello di Charlock[5].

## Dragon Quest II
Di seguito, saranno descritti i personaggi principali del videogioco Dragon Quest II: Pantheon di spiriti maligni:
- Il Principer di Midenhall è il personaggio principale del gioco, ed è un classico guerriero in grado di utilizzare un vasto arsenale di armi e armature[6].
- Il Principe di Samantoria è il primo personaggio che in Dragon Quest II si unisce al protagonista. È abile nell'utilizzare sia le armi bianche che le arti magiche[6].
- La Principessa di Moonbrooke è il secondo e ultimo personaggio che si unisce al protagonista in Dragon Quest II. È un'abile maga, non è in grado di usare un gran numero di armature o armi, ma in compenso è la migliore nelle arti magiche[6].
- Hargon è il nemico principale di Dragon Quest II, ed è un malefico stregone che all'inizio del gioco distrugge il castello di Moonbrooke[7]

## Dragon Quest III
Di seguito, saranno descritti i personaggi principali del videogioco Dragon Quest III: E così entrò nella leggenda...:
- Eroe è il nome base del protagonista del terzo episodio. All'inizio della partita, il giocatore può deciderne il nome e il sesso. Nel suo sedicesimo compleanno, l'eroe parte per seguire le orme del padre e sconfiggere il malefico Baramos[8].
- Ortega è un leggendario guerriero, padre del protagonista del gioco[9]. Quando gli eventi narrati nel gioco cominciano, Ortega è deceduto da poco.
- Re di Aliahan è il sovrano del Regno di Aliahan, ed è colui che all'inizio del gioco da all'Eroe il compito di sconfiggere Baramos[8].
- Baramos è l'antagonista principale del gioco, ed è l'ultimo nemico da affrontare per completare l'avventura. Scopo principale del protagonista è infatti quello di ucciderlo.

## Dragon Quest IV
Di seguito, saranno descritti i personaggi principali del videogioco Dragon Quest IV: Le cronache dei prescelti:
- Solo o Sofia (dipende dal sesso scelto dal giocatore)[10], è il nome base del protagonista di Dragon Quest IV. Ha 18 anni, ed è in grado di utilizzare l'equipaggiamento migliore, di imparare le magie di luce, ed è il personaggio con gli incantesimi curativi più potenti del gioco.
- Galiardo De' Guglielmi (Ragnar McRyan) è il capitano dell'esercito del Regno di Burland, ed è un cavaliere reale.
- Tsarevna Alena[11] è la principessa del Regno di Zamoksva, un luogo in cui il popolo parla con accento russo. È stanca della vita al palazzo reale, e il suo sogno è quello di vivere un emozionante avventura.
- Boris (Borya) è il maestro di Alena[11]. La sua specialità sono le arti magiche. Assieme al prete Kiryl, esperto nelle magie curative, è il compagno di avventure di Alena.
- Maya e Myra (Meena) sono sorelle. La prima è un'esperta danzatrice del ventre, mentre la seconda è una chiromante[12].
- Baldo Baldini (Torneko Taloon) è uno dei personaggi più celebri e apprezzati del franchise Dragon Quest, tanto da meritarsi una serie spin-off tutta sua[13][14][15][16]. Si presenta come un uomo obeso e tarchiato, di mezza età, e svolge il lavoro di mercante d'armi.

## Dragon Quest V
Di seguito, saranno descritti i personaggi principali del videogioco Dragon Quest V: La sposa del destino:
- Eroe è il nome base (sarà poi il giocatore a decidere un nome predefinito) con cui è conosciuto il protagonista di Dragon Quest V. All'inizio dell'avventura è un bambino di sei anni, che nel corso del gioco diventerà adulto, finendo con il sposarsi e fare dei figli a sua volta.
- Pankraz Gotha[17][18] è il padre del protagonista di Dragon Quest V, nonché sovrano del regno di Gotha[19]. Lascia il proprio regno alla ricerca della moglie scomparsa, ed è sempre seguito da Sancho, il suo fido attendente.
- Bianca Whitaker[20] è la figlia del locandiere della città di Roundbeck[19], nonché compagna di giochi dell'Eroe da bambino. È una delle potenziali mogli dell'Eroe.
- Nera Briscoletti e Debora Briscoletti sono le figlie di Rodrigo Briscoletti[20], un aristocratico benestante. Sono sorelle dal carattere opposto: la prima è buona e umile, mentre la seconda è altezzosa, materialista e arrogante. Debora appare solo nella versione per Nintendo DS, dove è la terza tra le scelte della potenziale moglie, assieme a Nera e a Bianca. Nel corso del gioco, l'Eroe dovrà decidere quale tra queste ragazze sposare. Dalla loro unione, nasceranno due bambini, conosciuti inizialmente nella versione per Nintendo DS (sarà poi il giocatore, se lo vorrà, a cambiarne il nome) come Parry e Madchen[19].
- Il Principe Harry è il figlio del regnante del Regno di Coburg. Si distingue per il suo carattere pavido, timido e impacciato, il quale però, nel corso del gioco, subirà un mutamento.

## Dragon Quest VI
Di seguito, saranno descritti i personaggi principali del videogioco Dragon Quest VI: Nel Regno dei Sogni:
- Botsu (così chiamato nel manga, in realtà nel gioco è conosciuto semplicemente con il nome generico di Eroe[21]), è il protagonista del sesto capitolo della serie. Vive in una piccola città chiamata Weaver's Peak.
- Carver è il figlio di un carpentiere, ed è un guerriero dotato di una lodevole forza bruta. Di struttura alta, ha possenti muscoli e i capelli rossi.
- Milly è una curatrice, specializzata nelle arti magiche inerenti alla cura e nelle magie di supporto. Vive con una chiromante, Madame Lucya (Luca Luminista).
- Ashlynn è un personaggio molto abile nelle arti magiche offensive, soprattutto inerenti all'elemento fuoco.
- Francis (Nevan) è un curatore proveniente dal villaggio di Ghent.
- Amos è il protettore di una città conosciuta con il nome di Tetroburgo (Scrimsley). Di giorno è un normale essere umano, mentre di notte si trasforma in un mostro.
- Terry è un cavaliere, divenuto celebre per aver battuto il mostro che terrorizzava la città di Arkbolt.

## Dragon Quest VII
Di seguito, saranno descritti i personaggi principali del videogioco Dragon Quest VII: Frammenti di un mondo dimenticato:
- Arus, così chiamato nell'omonimo manga tratto da Dragon Quest VI (in realtà nel gioco è conosciuto con il nome predefinito di Eroe)[22], è il protagonista del sesto capitolo della serie. È nativo della città di Fishbel, situata nelle Estard Island.
- Kiefer è il principe del regno di Estard. È dotato di incredibile forza fisica.
- Maribel, figlia del sindaco di Fishbel, è l'amica di Arus e Kiefer.
- Gabo, all'apparenza una persona normale, è in realtà un cucciolo di lupo tramutato in essere umano. Della sua natura animale, preserva molte caratteristiche tipiche di un lupo.
- Melvin si distingue per essere un esperto paladino. Nel suo turbolento passato, si scontrò, schierato dalla parte di Dio, con il terribile Signore dei Demoni.
- Aira, è una ragazza a capo delle danzatrici rituali dell'antica tribù Deja.

## Dragon Quest IX
Di seguito, saranno descritti i personaggi principali del videogioco Dragon Quest IX: Le sentinelle del cielo:
- Eroe è il nome predefinito con cui è conosciuto il protagonista della vicenda. È un celestiale, ovvero un angelo protettore, che veglia sul villaggio di Angel Falls.
- Corvus è il nemico finale e principale antagonista del nono capitolo di Dragon Quest. È la versione demoniaca del celestiale Aquila, mentore del protagonista, e protettore della città di Wormwood Creek.
- Wight Knight, ovvero il Cavaliere Bianco, è un cavaliere non morto che crede di essere ancora vivo. Terrorizza la città di Stornway, credendo che la Principessa Simona, figlia del re della città, sia in realtà la sua amata Principessa Mona, in realtà morta ormai da anni.

## Dragon Quest X
In Dragon Quest X esistono sei razze: Umani, Orchi, Elfi, Nani, Puklipo e Weddie. Il giocatore inizia il gioco come Umano, ma ad un certo punto del gioco, ha la possibilità di scegliere una delle altre cinque razze.